# Ia nie vernus
Pour plus de détails, voir Fiche technique et Distribution.
Ia nie vernus (en russe : Я не вернусь, présenté en festivals internationaux sous son titre anglophone : I Won't Come Back) dont le titre signifie « Je ne reviendrai pas » est un film dramatique russe sur la destinée humaine, réalisé par Ilmar Raag et sorti en 2014.
Le titre du film est une référence à une poésie de guerre russe dans laquelle un soldat dit à son épouse qu'il reviendra de la guerre et qu'il ne faut pas l'oublier. Ania, le personnage principal, veut au contraire qu'on l'oublie.

## Synopsis
Le film raconte l'histoire contemporaine d'Ania, une orpheline passée par une institution de Saint-Pétersbourg, sortie élève émérite et récemment devenue maître de conférence en littérature. Elle a un aspect très juvénile et il est difficile de lui donner un âge précis. Elle a pour amant un homme marié bien plus âgé qui pourrait passer pour son père. À la suite d'une histoire de drogue à laquelle elle est mêlée malgré elle, elle prend la fuite et se retrouve à nouveau dans un refuge pour enfants et jeunes adultes.
Là, Ania rencontre Kristina, une petite jeune préadolescente qui rêve de fuguer et d'aller retrouver sa grand-mère qui vit au Kazakhstan. Ania, qui rêve aussi au fond d'elle d'avoir une famille, se laisse entraîner par la petite qui lui sert de petite sœur, voire sans doute de fille. Les deux héroïnes sont complémentaires l'une de l'autre.
Ania n'est même pas certaine que Kristina n'ait pas inventé cette histoire de grand-mère. Elles partent cependant et voyagent dans la crainte d'être arrêtées par la police, sans grands moyens en auto-stop de Saint-Pétersbourg à travers toute la Russie en direction du Kazakhstan.
Après maintes péripéties, Kristina est tuée par un chauffard sans doute ivre et Ania l'enterre dans cette Russie immense où tant de tombes anonymes couvrent le territoire. Ania continue le voyage pour réaliser le but de sa petite protégée qui l'a aidée à mûrir à y voir plus clair dans sa toute jeune existence.

## Fiche technique
- Titre : Ia nie vernus
- Réalisateur : Ilmar Raag
- Scénaristes : Iarosla Poulinovitch, Oleg Gaze
- Photographie : Tiumo Gutri
- Musique : Panu Aaltio
- Production : Natalia Drozd, Sergeï Selianov, Rina Sildos pour Kinokompania СТВ, Amrion, Helsinki-filmi, Belarus Film, Kazakh Film, avec le soutien de Eurimages.
- Durée : 105 min
- Budget : 1 500 000 €
- Date de sortie :  Russie : 12 juin 2014

## Distribution
- Paulina Pouchkarouk : Ania
- Viktoria Lobatcheva : Kristina
- Andreï Astrakhantsev : Palachka
- Olga Bielinskaia : Hans
- Galina Motchalova : Feonia
- Youri Orlov : Peter
- Laïna Sergeievna : Evdokia
- Sergeï Iatseniuk : Mitrofan
- Tatiana Zykova : Lukeria

## Récompenses
- 2014 : Festival du film de Tribeca, New York, États-Unis — participation à la compétition dans la sélection Points of View : « Mention spéciale du jury » dans le cadre du « Prix Nora Ephron[1] » ;
- 2014 : The Mirror (Andreï Tarkovski International Film Festival) — « Mirror Award »[réf. nécessaire] ;
- 2014 : Constellation (XXIe Festival international des acteurs du cinéma)[Où ?] — Prix de la « Meilleure débutante féminine » pour Polina Pushkaruk[réf. nécessaire] ;
- 2014 : Kinoshok — Open CIS and Baltic Film Festival, Anapa, Russie — Prix de la « meilleure actrice dans un long métrage » pour Polina Pushkaruk et Victoria Lobacheva[réf. nécessaire] ;
- 2014 : Film by the Sea Festival, Flessingue, Pays-Bas — « Dioraphte Film & Literature Award[2] » ;
- 2014 : East&West. Classics and Avant Garde (VIIe Festival international du film), Orenbourg, Russie — « prix du meilleur film russe » (cerf sarmate d'or de la société MegaFon) et « prix de la meilleure actrice » pour Polina Pushkaruk et Victoria Lobacheva[3] ;
- 2014 : Listapad (XXIe festival international du film de Minsk) — Prix spécial du président biélorusse « pour l'humanisme et la spiritualité au cinéma[4] » et prix de la meilleure actrice dans un second rôle pour Viktoria Lobacheva[5] ;
- 2014 : Stalker (International Film Festival on Human Rights), 10-15 décembre 2014, Moscou, Russie — « Prix spécial Valery Fried » pour le meilleur scénario[réf. nécessaire] ;
- 2014 : Lipetsk Choice (festival du film russe, du 16 au 21 décembre 2014), Lipetsk, Russie — Prix du « meilleur rôle féminin » pour Viktoria Lobacheva[réf. nécessaire] ;
- 2014 : Let's CEE Film Festival — « Main Award[6] ».